# Ocotea argylei
Ocotea argylei là một loài thực vật thuộc họ Lauraceae. Đây là loài đặc hữu của Kenya.